# Bibi Gaytán
Bibi Gaytán  (Tapachula, Chiapas, Mexikó, 1972. január 27. –) mexikói színésznő, énekesnő.

## Élete és pályafutása
1972. január 27-én született Tapachulában. 1991-ben az Alcanzar una estrella II-ban szerepelt. 1993-ban a Dos mujeres, un camino című telenovellában játszott főszerepet.
1994 óta Eduardo Capetillo színész felesége, aki egykor szintén a Timbiriche nevű zenekart erősítette. 1998-ban együtt játszottak a Camila című telenovellában. Három gyermekük van: Eduardo Jr. 1994-ben, Ana Paula 1997-ben, Alejandra 1999-ben született. 2014-ben újra bővül a családjuk, Bibi újra várandós, ráadásul ikrekkel. A családba két kisfiú érkezett, akiknek a neve Manuel és Daniel.

## Filmográfia

### Telenovellák
- Alcanzar una estrella II (1991) .... María del Mar "Marimar" Perez
- Baila conmigo (1992) .... Pilar Armendia
- Dos mujeres, un camino (1993-1994) .... Tania García
- Camila (1998-1999) .... Camila Flores
- A szerelem nevében (En nombre del amor) (2008) .... Sagrario Díaz de Espinoza de los Monteros

### Film
- Más que alcanzar una estrella (1992) .... Lisa

### Programok
- El show de los sueños (2008)
- La Academia (2011)
- México baila (2013)

### Színház
- Baila conmigo (1992) .... Pilar
- Amor sin Barreras (2004).... María

## Diszkográfia
- Bibi Gaytán (1992)
- Manzana Verde (1994)